# Église du Ring de Wiesbaden

L'intérieur de la Ringkirche. Juin 2020.

L'église du Ring, Ringkirche en allemand, dans la capitale du Land de Hesse est une église protestante, qui a été construite de 1892 à 1894 dans le style néoroman. Elle tire son nom de l'avenue Ringstraße sur laquelle elle s'ouvre, et qu'elle surplombe de ses deux tours de 65 mètres de haut. La Ringstraße, littéralement route circulaire (ring signifie anneau, et désigne en allemand moderne les boulevards périphériques des villes allemandes), est le boulevard semi-circulaire entourant la vieille ville de Wiesbaden, tracée à partir de 1890, et constituée de trois sections, dont le Kaiser-Friedrich-Ring, qui passe devant l'église. 